# Черниговка (Доманёвский район)
Черниговка (укр. Чернігівка) — село в Доманёвском районе Николаевской области Украины.
Население по переписи 2001 года составляло 92 человека. Почтовый индекс — 56470. Телефонный код — 5152. Занимает площадь 0,485 км².

## История
В 1945 г. Указом ПВС УССР хутор Имерцаки переименован в Черниговку.

## Местный совет
56470, Николаевская обл., Доманёвский р-н, с. Мостовое, ул. Степная, 11